# أركان جان
أركان جان (بالتركية: Erkan Can)‏ هو ممثل تركي ولد في يوم 1 تشرين الثاني 1958 في مدينة بورصة في تركيا، مثل في عدة مسلسلات تركية أشهرها مسلسل العشق الأسود في 2014-2015 حيث مثل دور طاهر دندار فيه، وقد تمكن هذا الممثل من الحصول على جائزة البرتقالة الذهبية لأفضل ممثل مرتين في 1998 و 2006 في مهرجان أنطاليا البرتقالة الذهبية للأفلام.

## روابط خارجية
- أركان جان على موقع IMDb (الإنجليزية)
- أركان جان على موقع قاعدة بيانات الأفلام العربية
- أركان جان على موقع ألو سيني (الفرنسية)
- أركان جان على موقع ميوزك برينز (الإنجليزية)
- أركان جان على موقع أول موفي (الإنجليزية)
- أركان جان على موقع قاعدة بيانات الفيلم (الإنجليزية)
- أركان جان على موقع كينوبويسك (الروسية)